# Ivo de Vento
Ivo de Vento (ur. około 1544, zm. 1575 w Monachium) – flamandzki kompozytor i organista.

## Życiorys
Jako chłopiec był latach 1556–1559 był śpiewakiem w kapeli książęcej w Monachium. W 1560 roku został wysłany do Wenecji, gdzie studiował u Claudia Merula. Po powrocie do Monachium otrzymał posadę nadwornego organisty. Grał na uroczystościach weselnych księcia Wihelma w 1568 roku. W latach 1568–1569 przebywał jako kapelmistrz na dworze w Landshut, następnie do końca życia był nadwornym organistą w Monachium.
Był przedstawicielem konserwatywnego stylu, nawiązywał do twórczości Clemensa non Papa i Nicolasa Gomberta, stosując częste imitacje i unikając homorytmii oraz związanej z nią ekspresyjności. Wykorzystywał najczęściej teksty miłosne, biesiadne i myśliwskie. Jego kompozycje cieszyły się popularnością na przełomie XVI i XVII wieku, zachowały się w licznych rękopisach oraz intawolacjach organowych i lutniowych.

## Kompozycje
(na podstawie materiałów źródłowych)

### Religijne
- Latinae cantiones, quas vulgo moteta vocant na 4 głosy (1569)
- Latinae cantiones, quas vulgo moteta vocant na 5 głosów (1570)
- Liber motetorum na 4 głosy (1571)
- Mutetae aliquot sacrae na 4 głosy (1571)
- 3 msze 4–6-głosowe (rękopis)

### Świeckie
- Neue teutsche Liedlein na 5 głosów (1569)
- Neue teutsche Lieder na 4–6 głosów (1570)
- Neue teutsche Lieder na 4 głosy (1570)
- Neue teutsche Lieder na 3 głosy (1572)
- Schöne auserlesene neue teutsche Lieder na 4 głosy (1572)
- Teutsche Lieder na 5 głosów (1573)
- Quinque motetae, duo madrigalia, gallicae cantiones duae et quatuor germanicae na 5 i 8–9 głosów (1575)